# Asahi Baseball Field
Asahi Baseball Field – stadion baseballowy w Kororze na Palau. Używany jest głównie meczów baseballu. Swoje mecze rozgrywają na nim drużyna Asahi Baseball Team.